# Heinrich Bringmann
Hinrich Bringmann (* 28. August 1888 in Farge, Kreis Blumenthal; † 29. April 1969 in Bremen) war ein Bremer Politiker (SPD) und Mitglied der Bremischen Bürgerschaft.

## Biografie
Bringmann war als Werkmeister in Bremen tätig.
Er war Mitglied der SPD.
Vom November 1946 bis 1947 war er Mitglied der ersten gewählten Bremischen Bürgerschaft und in Deputationen der Bürgerschaft tätig.
Bringmann war seit dem 19. Januar 1912 mit Catharina geb. Quade (1891–1968) verheiratet. Die Eheschließung fand in Blumenthal im Kreis Blumenthal statt. Hinrich Bringmann starb am 29. April 1969 um 08:30 Uhr in seiner Wohnung in der Billungstraße 23 in Bremen im Alter von 80 Jahren. Er war evangelischer Konfession.